# Cryphia canaria
Cryphia canaria är en fjärilsart som beskrevs av Alphéraky 1889. Cryphia canaria ingår i släktet Cryphia och familjen nattflyn. Inga underarter finns listade i Catalogue of Life.